# Leptonotis perplexus
Leptonotis perplexus is een slakkensoort uit de familie van de Hipponicidae. De wetenschappelijke naam van de soort is voor het eerst geldig gepubliceerd in 1907 door Suter.